# Ayabe
Ayabe (綾部市; -shi) és una ciutat japonesa localitzada a la Prefectura de Kyoto i fundada l'1 d'agost del 1950. Situada a les muntanyes del nord de la Prefectura, està a una hora i mitja de camí amb tren des de Kyoto. S'espera que en els pròxims anys s'hi obri una estació de tren. El 2008, la ciutat tenia una població estimada en 36.814 habitants i una densitat de 110,87 persones per quilòmetre quadrat. L'àrea total és de 347,11 km².